# 1re cérémonie des Nevada Film Critics Society Awards
La 1re cérémonie des Nevada Film Critics Society Awards, décernés par la Nevada Film Critics Society, a lieu le 14 janvier 2012, et récompense les films sortis en 2011.

## Palmarès
- Meilleur film :
  - Hugo Cabret (Hugo)
- Meilleur réalisateur :
  - Martin Scorsese pour Hugo Cabret (Hugo)
- Meilleur acteur :
  - Tom Hardy pour le rôle de Tom Conlon dans Warrior
- Meilleure actrice : (ex æquo)
  - Jessica Chastain pour ses rôles dans L'Affaire Rachel Singer (The Debt), La Couleur des sentiments (The Help), Take Shelter et The Tree of Life
- Meilleur acteur dans un second rôle :
  - Albert Brooks pour le rôle de Bernie Rose dans Drive
- Meilleure actrice dans un second rôle :
  - Janet McTeer pour le rôle de Hubert Page dans Albert Nobbs
- Meilleure distribution :
  - La Couleur des sentiments (The Help)
- Meilleur jeune acteur :
  - Asa Butterfield – Hugo Cabret (Hugo)
- Meilleur espoir : (ex æquo)
  - Elizabeth Olsen – Martha Marcy May Marlene
  - Rooney Mara – Millénium, les hommes qui n'aimaient pas les femmes (The Girl With The Dragon Tattoo)
- Meilleur film d'animation :
  - Le Chat potté (Puss in Boots)